# Friedrich August von Harrach-Rohrau
Friedrich August von Harrach-Rohrau (ur. 8 czerwca 1696 w Wiedniu, zm. 4 czerwca 1749 tamże) – austriacki polityk, arystokrata i urzędnik. Jego ojcem był Aloys Thomas Raimund von Harrach (1669-1742). Bedřichov w Karkonoszach (część Szpindlerowego Młyna), jest nazwana jego imieniem (Bedřich to czeska wersja imienia Friedrich).
Z księżniczką Eleonorą von Liechtenstein (1703-1757), miał 16 dzieci.